# Gavanbān
Gavanbān (persiska: گونبان) är en ort i Iran.   Den ligger i provinsen Kermanshah, i den nordvästra delen av landet, 400 km väster om huvudstaden Teheran. Gavanbān ligger 1 894 meter över havet och antalet invånare är 183.
Terrängen runt Gavanbān är huvudsakligen kuperad, men österut är den bergig. Terrängen runt Gavanbān sluttar västerut.Runt Gavanbān är det ganska tätbefolkat, med 60 invånare per kvadratkilometer. Närmaste större samhälle är Sonqor, 11,9 km norr om Gavanbān. Trakten runt Gavanbān består i huvudsak av gräsmarker.